# Heliotropium supinum
Heliotropium supinum är en strävbladig växtart som beskrevs av Carl von Linné. Heliotropium supinum ingår i Heliotropsläktet som ingår i familjen strävbladiga växter. Inga underarter finns listade i Catalogue of Life.

## Bildgalleri

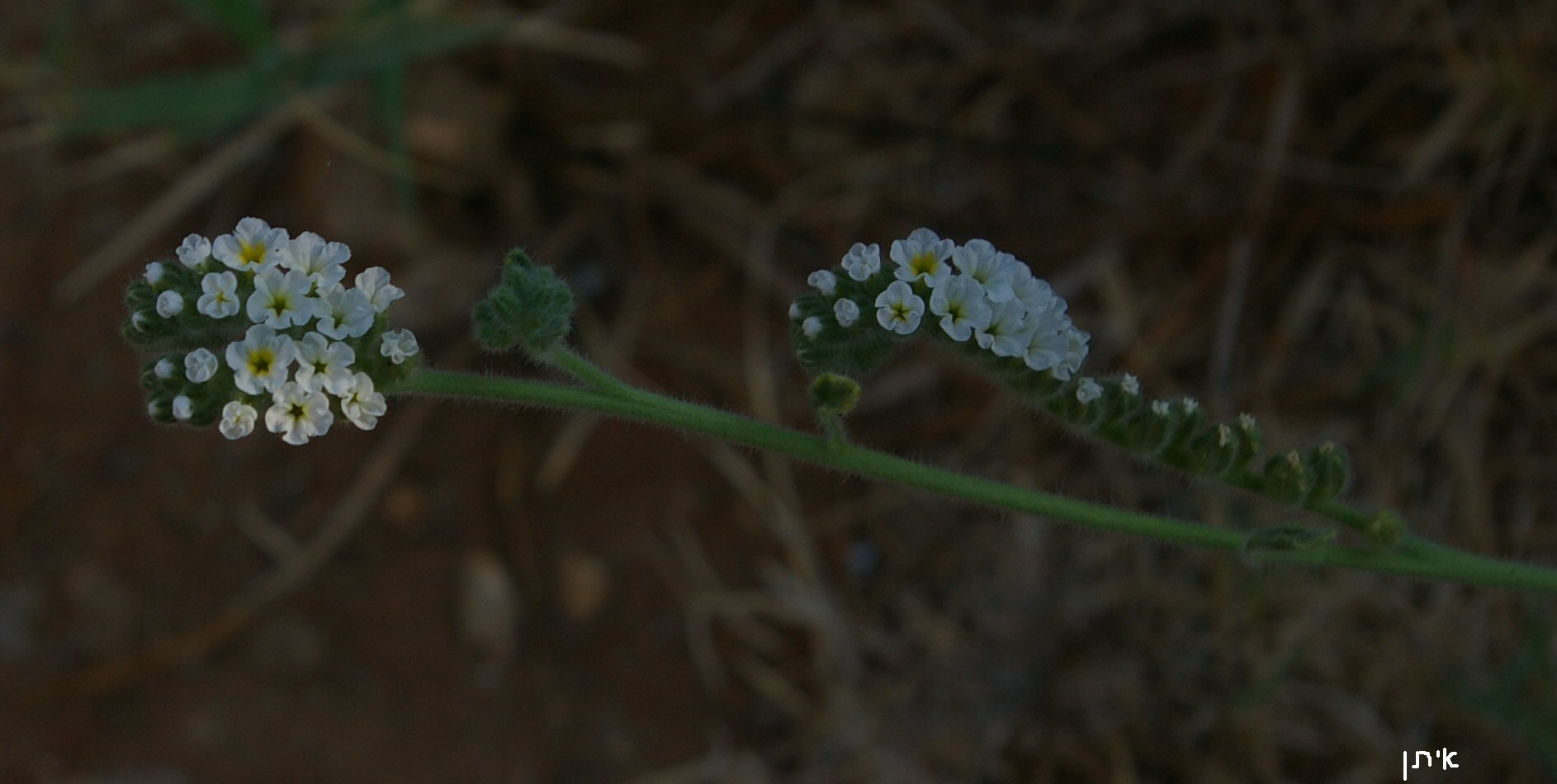